# ماریا میکی
ماریا میکی (ایتالیایی: Maria Michi؛ ‏ ۲۴ مهٔ ۱۹۲۱ – ۷ آوریل ۱۹۸۰) بازیگر اهل ایتالیا بود.
از فیلم‌هایی که وی در آن نقش داشته‌است، می‌توان به سالن کیتی، صومعه پارم، آخرین تانگو در پاریس، ردنک، در زیر پلکان باستانی، پاییزا و رم، شهر بی‌دفاع اشاره کرد.